# 田辺難波
田辺 難波（たなべ の なにわ、生没年不詳）は、奈良時代の貴族。氏姓は田辺史のち上毛野君。官位は従五位上・中衛員外少将。

## 経歴

### 海道の蝦夷討伐
聖武朝初頭の神亀元年（724年）3月に海道の蝦夷が反乱を起こし、陸奥大掾・佐伯児屋麻呂を殺害する。朝廷は式部卿・藤原宇合を持節大将軍に、宮内大輔の高橋安麻呂を副将軍に任じ、判官8人・主典8人を編成して、海道の蝦夷を征討させた。この遠征軍は11月に近江国に派遣された内舎人により慰労され、同月帰還。翌神亀2年（725年）閏正月に聖武天皇は詔を出し、蝦夷征討に従事した1,696人に勲位を授け、難波は後部王起・紀牟良自・坂本宇頭麻佐・丸子大国らを含む9人とともに勳六等・賜田2町を与えられた（この時の位階は正八位上）。

### 新道開鑿
天平9年（737年）正月に陸奥按察使・大野東人の言上を容れて、男勝村を経由する陸奥国から出羽柵への直行路を貫通させるべく、兵部卿・藤原麻呂が持節大使に任じられ、副使・佐伯豊人、常陸守・坂本宇頭麻佐らに詔して、陸奥国に進発させた。その後、直通路開鑿の過程で、2月25日に大野東人が多賀柵より出発し、さらに3月1日に東人は紀牟良自と騎兵196人、鎮兵499人、陸奥国の兵5000人、帰服した夷狄249人を率いて色麻柵より出発し、その日のうちに出羽国大室駅に到着した。この時、出羽守であった難波は部内の兵500人と帰服した蝦狄140人を率いて、駅にて待機していた。3日後に、難波は東人の軍と合流して賊地に入り、道を開墾しつつ進むが、賊地は雪深く秣が手に入れにくかったため引き返すことになり、雪解けを待って行軍し直すことになった。3月11日に東人は多賀柵に帰還した。
4月4日に遠征軍は賊地の比羅保許（ひらほこ）山に駐屯した。これよりも先に難波の書状が届き、「雄勝村の俘囚の長ら3人がやってきて、拝首して言うには、『官軍が自分たちの村に入ろうとしているので、不安に耐えられず、降服するためにやってきた』」とあった。東人は夷狄の言を信じられないと言ったが、難波は「軍を起こして賊地に入るのは、俘狄を教え諭し、城柵を築き、民を居住させるためです。必ずしも兵を行使して、帰服するものをそこない殺すためではありません、もしもその請願を認めず、強引に武力で押さえて進むとしたら、俘囚たちは恐れ恨んで山野に遁走し、労が多いわりには功が少なく、上策ではないでしょう。今回は官軍の威を示してこの地より帰り、その後で難波が帰順の有利なころを諭し、寛大な恩恵によって彼らを懐かせましょう。そうすれば城郭も守りやすく、人民も永く安らかになるでしょう」と言った。東人はこの難波の言を聞き入れ、また兵糧のための耕作が大雪のために不可能になったことを鑑み、また新道が完成し、地形も視察したので、自分が出向かなくとも容易に平定できると、麻呂に進言した。

### その後
天平11年（739年）外従五位下、天平16年（744年）には内位の従五位下に叙せられる。その後、孝謙朝にて中衛員外少将を務め、天平勝宝2年（750年）一族とともに田辺史から上毛野君に改姓した。天平勝宝6年（754年）従五位上に至る。

## 官歴
『続日本紀』による。
- 時期不詳：正八位上
- 神亀2年（725年） 閏正月22日：勳六等、賜田2町
- 時期不詳：正六位下
- 天平9年（737年） 2月25日：見出羽守
- 天平11年（739年） 4月17日：外従五位下
- 天平16年（744年） 11月21日：従五位下（内位）
- 時期不詳：中衛員外少将
- 天平勝宝2年（750年） 3月10日：田辺史から上毛野君に改氏姓
- 天平勝宝6年（754年） 正月16日：従五位上